# Nationalpark Llogara
Der Nationalpark Llogara (albanisch Parku Kombëtar i Llogarasë) liegt im Ceraunischen Gebirge in Südalbanien ungefähr 40 km südöstlich von Vlora. Er wird von der Nationalstraße SH 8, die über den 1027 m ü. A. hohen Llogara-Pass führt, durchquert.
Der Nationalpark wurde 1966 gegründet und umfasst ein Gebiet von 1010 ha. Der Park schützt insbesondere den Bergwald aus Pinien und Sträuchern an der Nordseite des Llogara-Passes auf einer Höhe zwischen 470 m und 2018 m ü. A.

## Fauna und Flora
Dieser besteht vor allem aus Schwarzkiefern (Pinus nigra), Schlangenhaut-Kiefern (Pinus heldreichii), Bulgarischen Tannen (Abies borisii-regis) und Eschen. Einzelne Bäume mit besonders geformten Ästen tragen sogar Namen.
Wildziege und Reh sind im Gebiet selten. Wolf, Fuchs, Steinmarder und Wildkatze kommen noch häufiger vor. Zu den häufig vorkommenden Vögeln zählt das Alpensteinhuhn. Auch Steinadler, Gänsegeier, Schmutzgeier, Kolkrabe, Sperber und der Uhu leben rund um Llogara.

## Aktivitäten und Einrichtungen
Im Nationalpark gibt es entlang der Straße mehrere Restaurants und Hotels, die als Ausflugsziel dienen. Es besteht die Möglichkeit für Wander- und Trekkingtouren im Park und den umliegenden Bergen. Der Südhang des Llogara-Passes – außerhalb des Nationalparks – ist ein Startplatz für Gleitschirmflieger, der jedes Jahr für einen internationalen Wettbewerb genutzt wird.
Im Januar 2019 wurde ein Besucherzentrum eröffnet.

## Geschichtliches
In der Umgebung des Nationalparks gibt es Höhlen mit prähistorischen Felszeichnungen.